# Achrophyllum magellanicum
Achrophyllum magellanicum är en bladmossart som beskrevs av Celina Maria Matteri 1979. Achrophyllum magellanicum ingår i släktet Achrophyllum och familjen Hookeriaceae. Inga underarter finns listade i Catalogue of Life.